# Pamětní desky osobám nezákonně odvlečeným do sovětských gulagů
Pamětní desky osobám nezákonně odvlečeným do sovětských gulagů či Pamětní desky Oni byli první se nachází na fasádě tzv. Profesorského domu na adrese Rooseveltova 597/29, 160 00 Praha 6 – Bubeneč (přesněji mezi č.p. 27 a 29). Dvě desky, jedna v českém a druhá v ruském jazyce, byly instalovány v roce 1995 z iniciativy Výboru Oni byli první. Připomínají ruské a ukrajinské emigranty, kteří zde žili a v roce 1945 byli sovětskými úřady násilně odvlečeni do Sovětského Svazu. V roce 2025 byly desky přelity do bronzu.

## Historické okolnosti
Již na konci roku 1944 vstoupily společně s Rudou armádou na území Československa oddíly sovětské vojenské kontrarozvědky Směrš. Příslušníci Směrš v květnu 1945 v pražských nemocnicích likvidovali zraněné vlasovce (příslušníky Ruské osvobozenecké armády - ROA) a také měli za úkol zatknout osoby označené jako nepřátelské vůči SSSR a ohrožující sovětizaci.
V Československu šlo hlavně o ruské, ukrajinské či běloruské emigranty, kteří mezi válkami uprchli před bolševiky, dále o podkarpatské Rusíny, kteří přišli do Protektorátu Čechy a Morava po maďarské okupaci, či o příslušníky nacistických organizací a kolaboranty. V některých případech to byli i českoslovenští občané, kteří se z nějakého důvodu sovětům znelíbili. Mezi stovkami zatčených byla řada armádních důstojníků, profesorů a lékařů. Tito lidé v Československu již dlouho žili nebo i získali československé občanství. V SSSR pak byli odsouzeni k mnohaletým trestům a často končili v pracovních táborech gulag či jim podobných. Československý stát nijak nezakročil. Rodiny odvlečených neměly o svých příbuzných žádné informace i přesto, že o ně sovětské úřady opakovaně žádaly.
Tresty uneseným skončily v roce 1955, propuštění se však dožila jen necelá pětina. Jednou z nejznámějších obětí se stal generál Sergej Nikolajevič Vojcechovský. V roce 1995 přijala Poslanecká sněmovna Parlamentu České republiky usnesení, v němž uznala příslušníky protibolševické emigrace za první oběti komunistických nezákonností v Československu. V roce 2002 byl přijat zákon č. 172/2002 Sb: Zákon o odškodnění osob odvlečených do SSSR nebo do táborů, které SSSR zřídil v jiných státech.

## Pamětní desky v Praze 6
V roce 1993 vzniklo občanské sdružení Výbor Oni byli první, které začalo shromažďovat svědectví o osobách zavlečených po druhé světové válce z Československa do sovětských koncentračních táborů. Předsedou rady výboru se stal zakládající člen Vladimír Bystrov. Sdružení iniciovalo vznik pamětních desek, které byly odhaleny s podporou ministerstva kultury v květnu 1995, u příležitosti 50. výročí událostí z roku 1945. Pamětní desky v Rooseveltově ulici se nacházejí na tehdejším profesorském domě, z něhož byly rodiny odvlečených poté násilně vystěhovány. Na místě zůstala jen modlitebna pravoslavné církve, tzv. "modlitebna profesorského domu" či Chrám svatého Mikuláše.
Desky dostaly v roce 2025 při příležitosti oslav 80. výročí konce druhé světové války novou podobu, nově jsou odlity z bronzu a byly slavnostně odhaleny dne 11. května 2025 za účasti ministra zahraničních věcí Jana Lipavského, radního a poslance Jana Laciny, zastupitele Ondřeje Chrásta, ředitele Muzea paměti XX. století Petra Blažka a dalších hostů. Desky jsou umístěny na fasádě tzv. Profesorského domu postaveného v letech 1924–1925 Česko-ruským profesorským stavebním a bytovým družstvem, založeným pro emigranty z Ruska. Nachází se mezi okny zvýšeného přízemí, levá deska je v českém jazyce a pravá deska v jazyce ruském.

Český text na desce umístěné vlevo zní: "TYTO DOMY ZBUDOVALO V LETECH / 1924–1925 ČESKO-RUSKÉ PROFESORSKÉ / STAVEBNÍ A BYTOVÉ DRUŽSTVO V PRAZE / ZALOŽENÉ EMIGRANTY Z RUSKÉ ŘÍŠE, / KTEŘÍ PO NÁSTUPU KOMUNISTICKÉHO / REŽIMU NALEZLI SVOU NOVOU VLAST / V DEMOKRATICKÉM ČESKOSLOVENSKU. / V ROCE 1945 BYLA VĚTŠINA OBYVATEL / TĚCHTO DOMŮ ODVLEČENA NKVD / DO SOVĚTSKÝCH KONCENTRAČNÍCH / TÁBORŮ A JEJICH RODINY BYLY NÁSILNĚ / VYSTĚHOVÁNY V PADESÁTÝCH LETECH. / ZACHOVALA SE POUZE MODLITEBNA / PRAVOSLAVNÉ CÍRKVE. / VÝBOR / „ONI BYLI PRVNÍ” / 1995 / ZHOTOVENO ZA PODPORY / MINISTERSTVA KULTURY ČESKÉ REPUBLIKY".

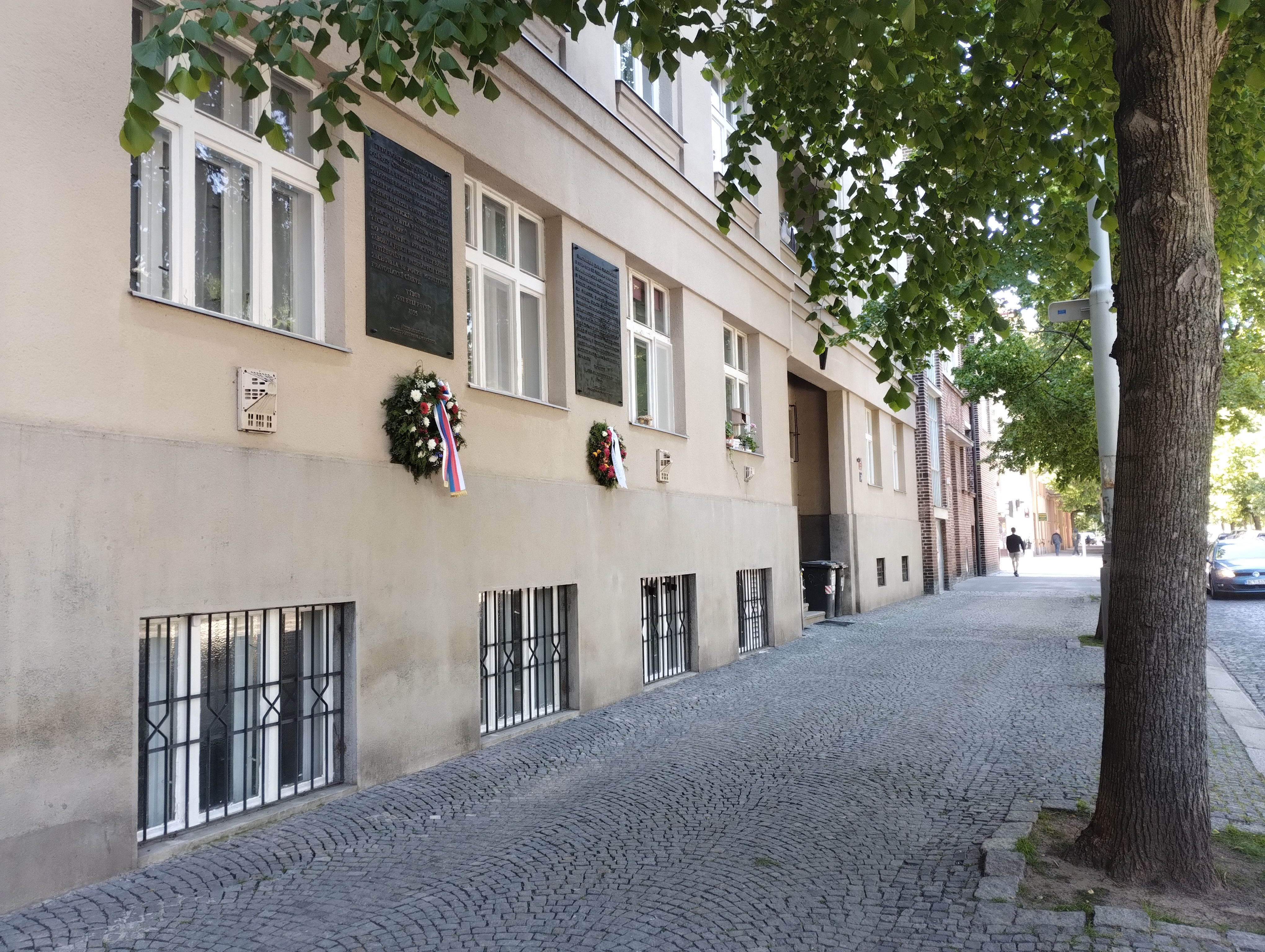
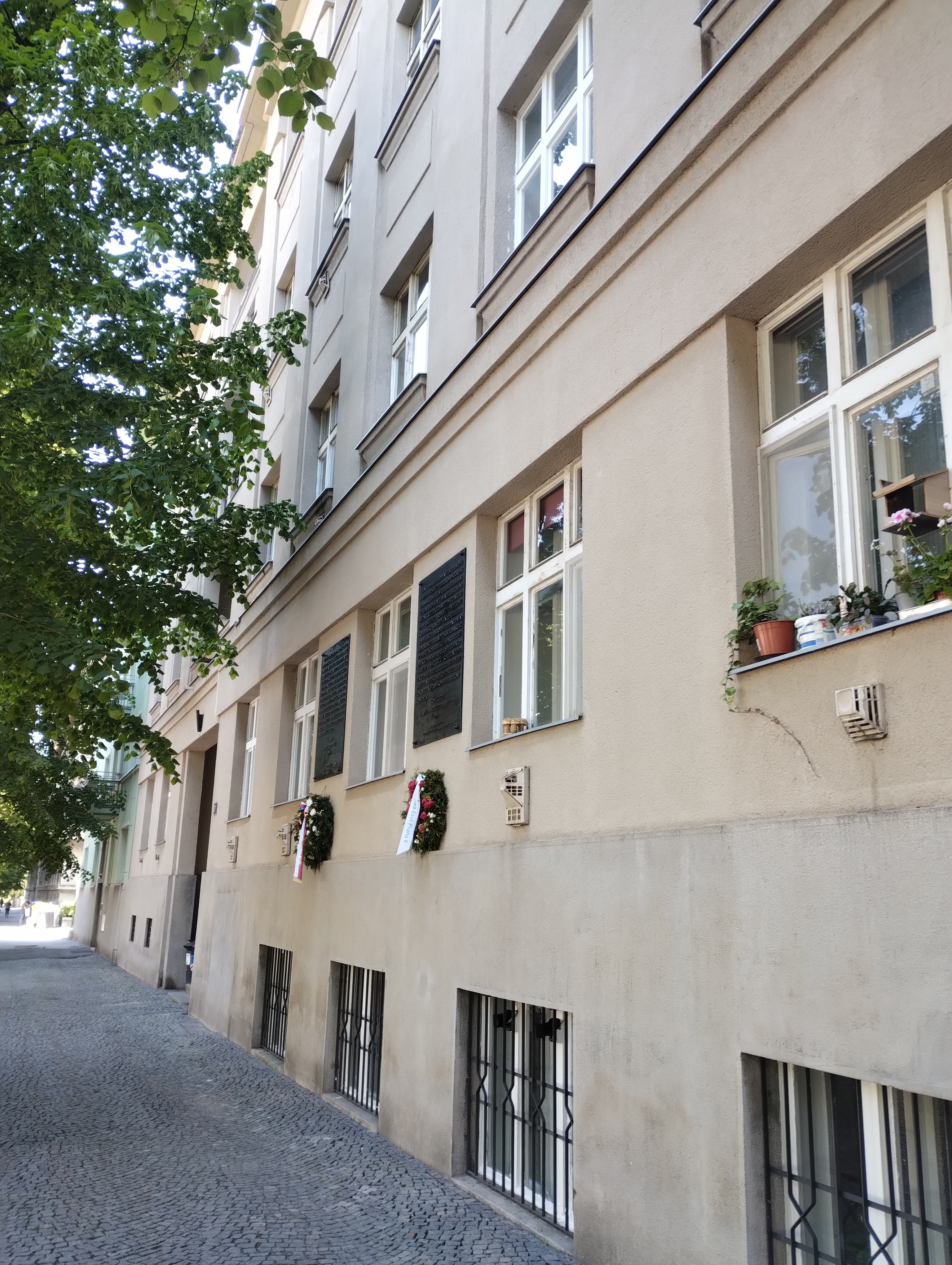
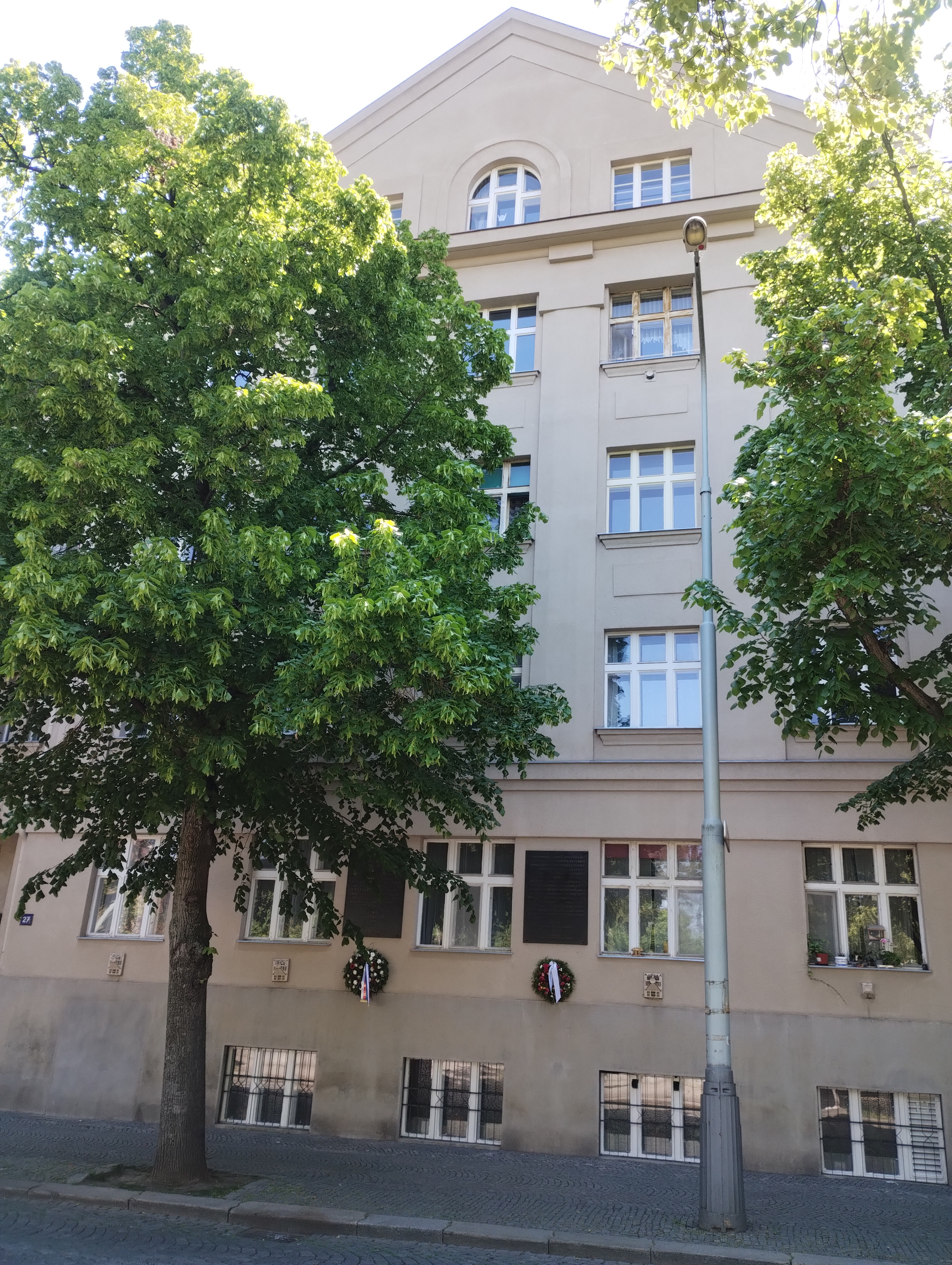
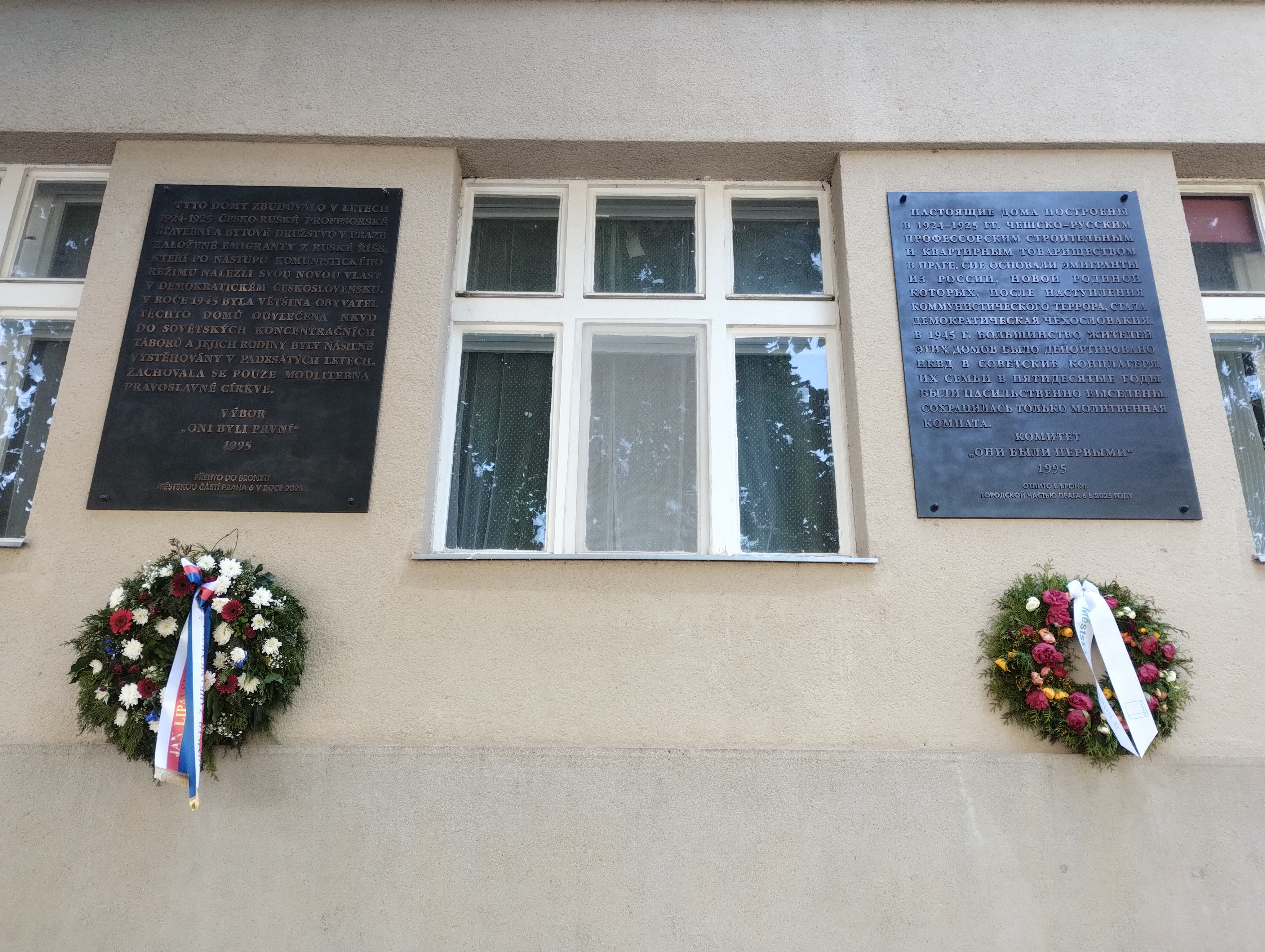
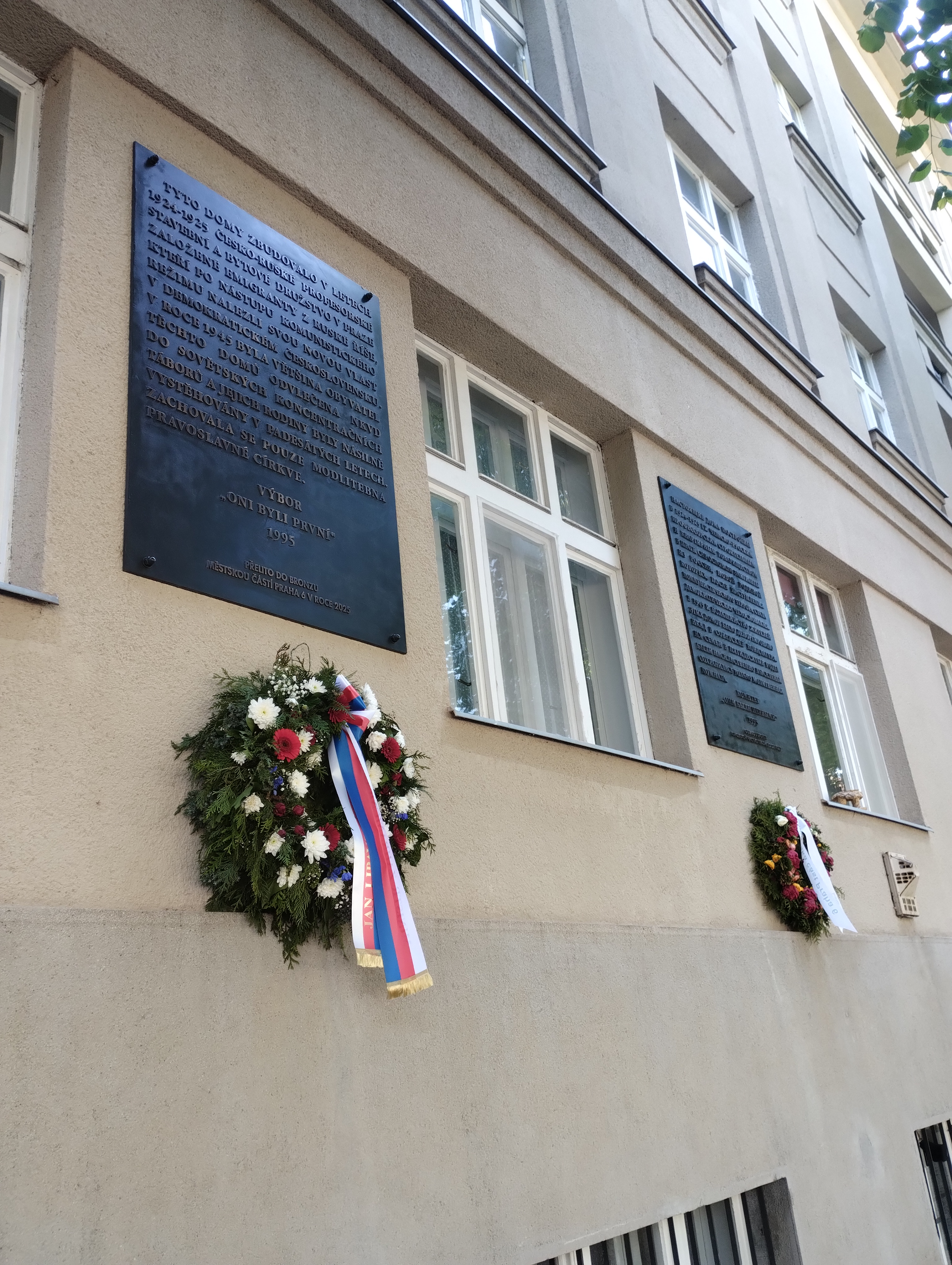
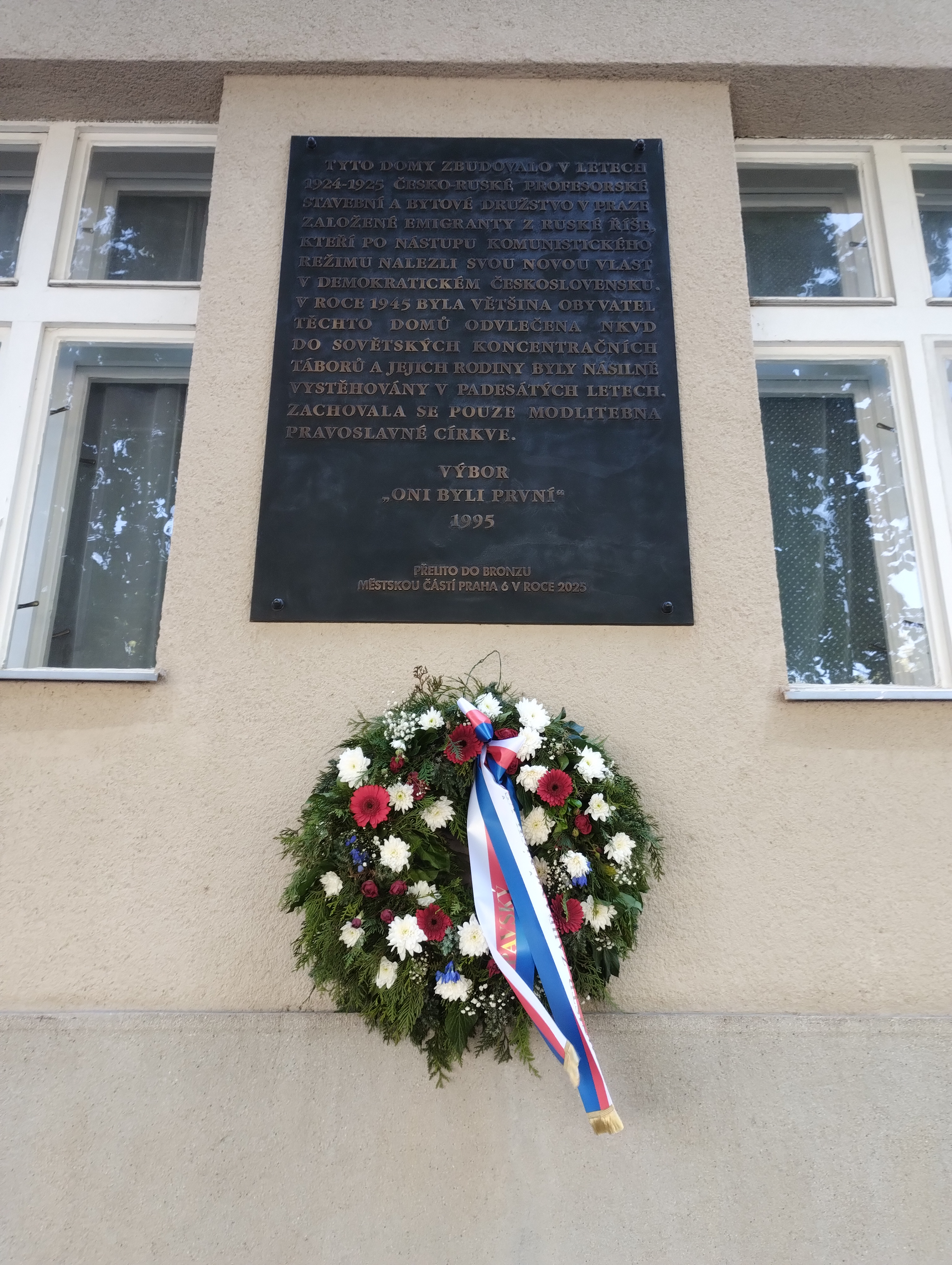
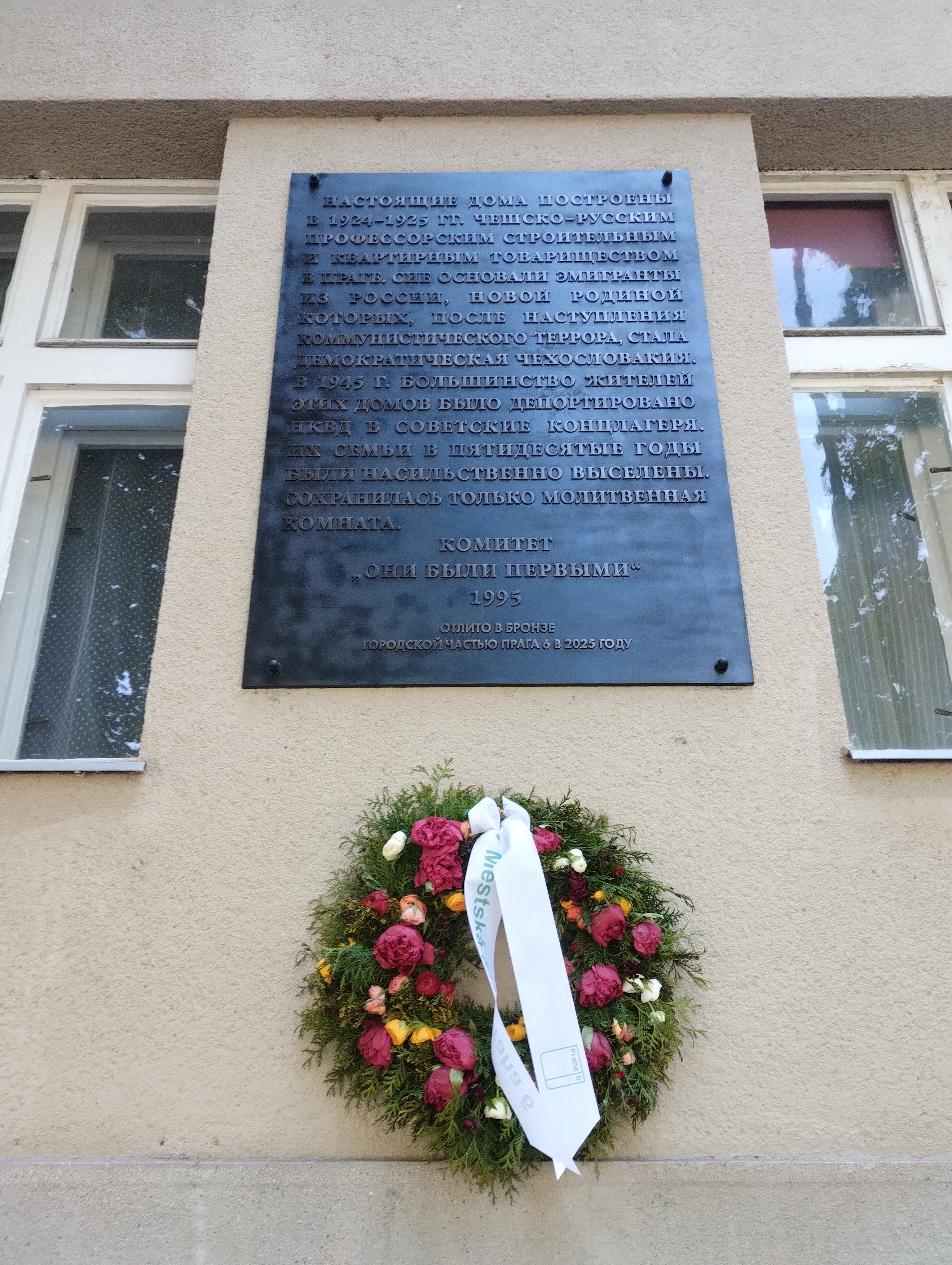
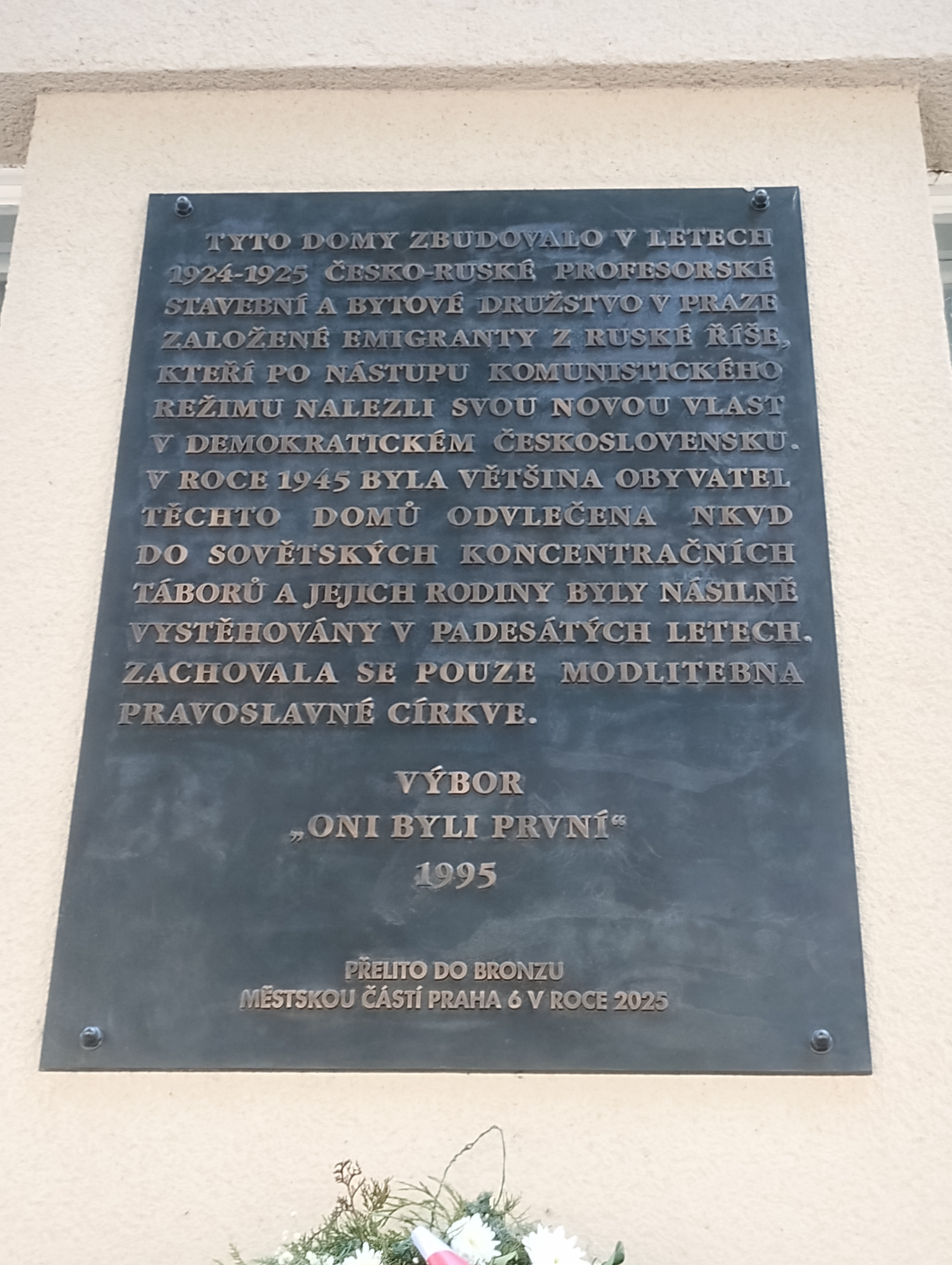
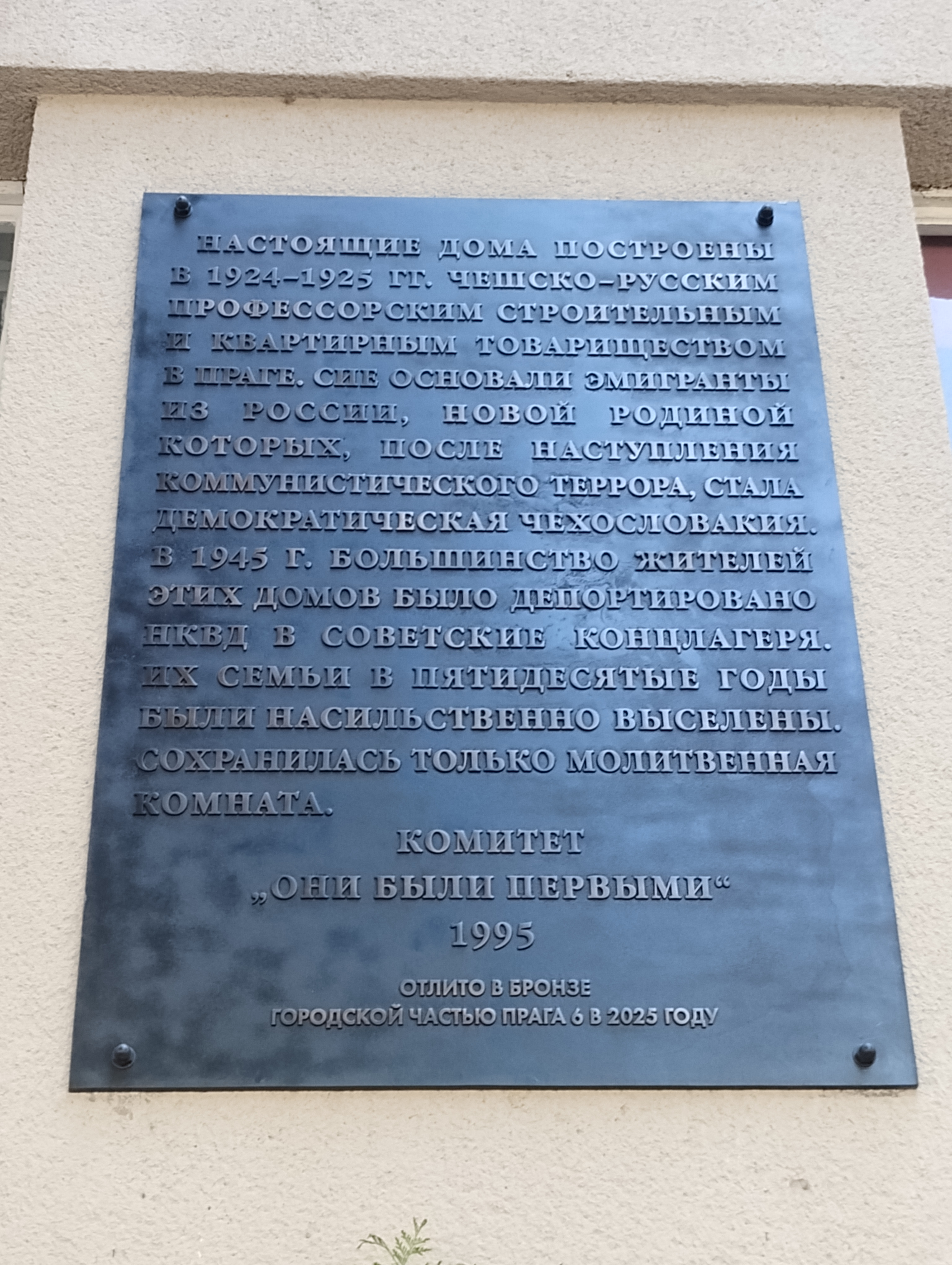